# Michael Brook
Pour les articles homonymes, voir Brook.
Michael Brook est un auteur-compositeur-interprète canadien, inventeur et producteur de musique né en 1951 à Toronto. Il est familier de disciplines variées telles que le rock, la musique minimaliste et la composition de bandes originales.

## Carrière de compositeur et d'instrumentiste
Après des études à l'université York, Brook commence sa carrière musicale en tant qu'ingénieur du son dans le studio d'enregistrement de Daniel Lanois. Il rencontre Brian Eno et les trois artistes collaboreront sur le premier enregistrement solo de Michael Brook, sorti en 1985 et intitulé Hybrid.
En 1986, il travaille avec The Edge à l'écriture des musiques pour la bande sonore du film Captive de Paul Mayersberg, sur lequel il joue et coproduit avec le guitariste de U2. Par la suite, il se fait connaitre du grand public en 1987, date de sortie de l'album de U2 The Joshua Tree, vendu à plusieurs millions d'exemplaires et sur le livret duquel il est crédité. Brook est le créateur de l'Infinite guitar utilisée à plusieurs reprises par The Edge pour la bande sonore du film Captive ainsi que sur The Joshua Tree. Après la sortie de cet album, Brook se lance dans une série de travaux en collaboration, principalement avec des musiciens de la scène world music. En 1990, il rejoint les rangs des artistes du label fondé par Peter Gabriel, Realworld, sur lequel sortent successivement cinq albums.
En 1992, à la suite du succès critique de la musique qu'il compose pour le film The Fires of Kuwait, nommé aux Oscars, il déménage pour Los Angeles pour raisons professionnelles, son travail de composition l'appelant à séjourner régulièrement dans la capitale du cinéma américain. Brook sort cette même année un album bien accueilli par la critique, Sleeps with the Fishes, travail réalisé en collaboration avec Pieter Nooten, membre du groupe Clan of Xymox. Après son installation aux États-Unis, il travaille sur plusieurs autres musiques de films, dont celles d'Albino Alligator, Americanese, Mission : Impossible 2, des documentaires Une vérité qui dérange d'Al Gore et Who Killed the Electric Car? et écrit la bande originale du succès critique de Sean Penn, Into the Wild, travail qui lui vaut une nomination pour un Golden Globe Award.
Il coproduit avec Don Was deux albums de Khaled, Khaled (1992) et N'ssi N'ssi (1993), albums qui connaissent un succès international.
Brook tourne un temps comme membre du groupe de scène de David Sylvian et Robert Fripp, qui effectue son dernier concert au Royal Albert Hall de Londres en décembre 1993, soirée dont est tiré l'album Damage: Live. Il ouvre cette série de concerts par une performance en solo avec son Infinite guitar épaulée par des effets et des séquences musicales.
Au cours de cette tournée, il participe à l'enregistrement de l'Album Chatterton d'Alain Baschung.
Il participe à l'album Cascade de Peter Murphy en 1995. Il est nommé pour un Grammy Award en 1996 pour son travail comme arrangeur et producteur sur l'album Night Song du célèbre chanteur pakistanais Nusrat Fateh Ali Khan. Un nouvel album solo, intitulé RockPaperScissors, sort en 2006.

## Carrière de producteur
Au cours de sa carrière, Michael Brook a produit des albums pour Mary Margaret O'Hara, Julia Fordham, Khaled, Jane Siberry, U. Srinivas, Youssou N'Dour, Nusrat Fateh Ali Khan, The Edge, Balloon, The Pogues, Jorane et Hukwe Zawose.

## L'Infinite guitar et autres inventions
Brook s'éloigne de certains standards d'utilisation de la guitare électrique ; plutôt que d'utiliser des amplificateurs traditionnels, il se branche directement sur un préamplificateur relié à une batterie d'effets et de processeurs, dont la plupart sont des créations personnelles.
Son Infinite guitar, basée sur une copie de Fender Stratocaster, est destinée à créer une note avec un sustain illimité : le signal issu des microphones est renvoyé en boucle dans un circuit spécial qui « tient » la note aussi longtemps que souhaité. Ce système a été imité par plusieurs produits distribués dans le commerce, comme l'EBow et les guitares équipées de Fernandes Sustainers. L'exemple le plus célèbre d'utilisation de cette guitare est l'ouverture du morceau de U2 With or Without You sur l'album The Joshua Tree.

## Discographie non exhaustive

### Albums studio
- Hybrid (1985) – principalement composé de musique en solo, quelques morceaux avec Brian Eno et Roger Eno.
- Sleeps with the Fishes (1987) - en collaboration avec Pieter Nooten.
- Mustt Mustt (1990) – collaboration avec Nusrat Fateh Ali Khan.
- Cobalt Blue (1992) – enregistrement solo, principalement à base de guitare électrique.
- Live at the Aquarium (1993) – enregistrement en concert, vendu à présent avec Cobalt Blue.
- Dream (1995) - en collaboration avec U. Srinivas.
- Night Song (1996) – seconde collaboration avec Nusrat Fateh Ali Khan.
- Star Rise (1997) - dernière collaboration avec Khan, album comprenant des remixes de pistes issues de Mustt Mustt et Night Song.
- Black Rock (1998) - en collaboration avec Djivan Gasparyan.
- Assembly (album) (2002) - en collaboration avec Hukwe Zawose.
- RockPaperScissors (2006)
- BellCurve (2007) – un remix de l'album RockPaperScissors par James Hood.

### Bandes originales de films
- Captive (1986) – coécrit et coproduit par The Edge.
- The Fires of Kuwait (1992)
- Heat (1995)
- Albino Alligator (1997)
- Affliction (1999)
- Mission impossible 2 (2000)
- Crime and Punishment in Suburbia (2000)
- La Chute du faucon noir (2001) - composé par Hans Zimmer.
- Charlotte Sometimes (2002)
- India: Kingdom of the Tiger (2002)
- Une vérité qui dérange (2006)
- Into the Wild (2007) - arrangements et guitare, musique composée par Eddie Vedder.
- Americanese (2008)
- Road, Movie (2009)
- The Fighter (2010)
- Country Strong (2010)
- 2012 : Undefeated de Daniel Lindsay et T.J. Martin
- Je te promets, de Michael Sucsy (2012)
- Le Monde de Charlie, de Stephen Chbosky (2012)
- 2014 : Aloft de Claudia Llosa